# 特萨克纳拱桥
特萨克纳拱桥是希腊A7高速公路跨过特萨克纳河谷的橋梁，位于迈加洛波利斯附近，为钢－混凝土结构上承式拱桥，主跨300米。